# Buchdeckel

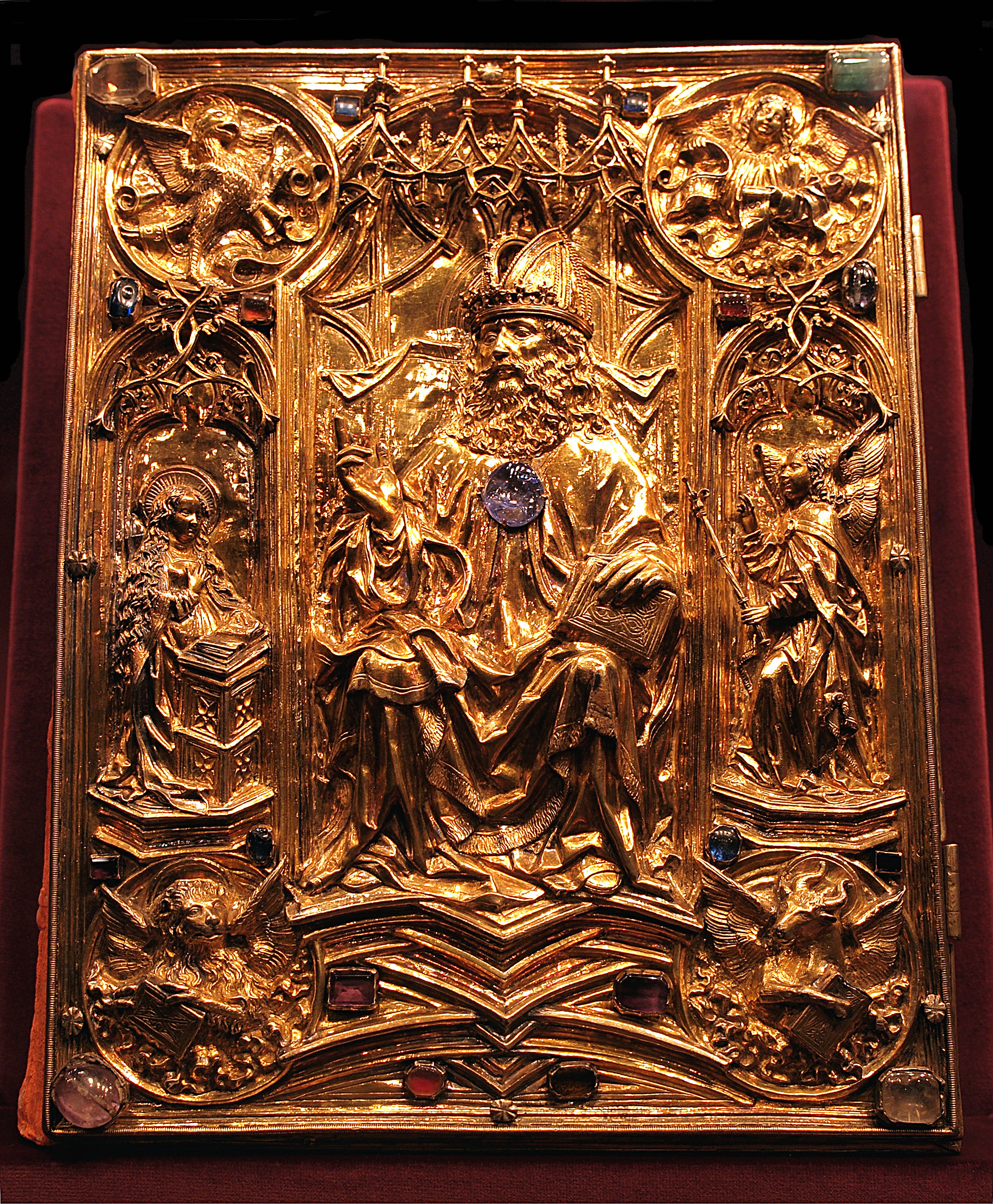
Buchdeckel des Krönungsevangeliars

Die Buchdeckel sind die Teile eines Buches, die, meistens mit Gewebe, Leder, Pergament oder Papier bezogen, den Buchblock vor Stößen und Beschädigungen schützen. Um dies zu gewährleisten, stehen sie meistens etwas über den Buchblock hinaus. Sie sind Teil des Bucheinbandes und der Buchdecke. Den vorderen Buchdeckel (die Titelseite des Buches) nennt man Frontdeckel oder Vorderdeckel, den hinteren (abschließenden) Buchdeckel Rückdeckel. Dazwischen sitzt der Buchrücken.

## Material
Die Buchdeckel bestehen heute aus Graupappe oder einem dünnen Karton, manchmal auch aus PVC. Häufig sind moderne Buchdeckel mit Schrift und Bild bedruckt.
Seit dem Mittelalter verwendete man für Buchdeckel Holz, oft Buchen- oder Eichenholz (Holzdeckelband). Holzdeckel erhielten für die Befestigung der Bünde, der Schließen oder anderer Beschläge eine besondere Bearbeitung. Diese Praxis hielt bis in das 18. Jahrhundert an, ging jedoch seit der Renaissance zunehmend auf die Verwendung von Pappdeckeln über. Die Materialauswahl war dabei von der Größe und dem Gewicht des Buches abhängig. Für seinen Bedarf klebte der Buchbinder die Pappe aus mehreren Makulaturschichten zusammen.

## Schmuck
Die Buchdeckel erfuhren oft aufwändige Verzierung durch Blindprägungen, Vergoldungen, Lederintarsie, Lederauflagen, Gold- und Silberschmiedearbeiten sowie Elfenbeinplaketten (Elfenbeinschnitzerei). Eine bisher einmalige Variante besteht in der Produktgestaltung der 20. Auflage der Brockhaus Enzyklopädie, für deren Buchdeckel André Heller mehrere eingelassene, kleine Acrylschaukästen vorsah. Darin sind von außen sichtbare Objekte eingefügt, die jeweils ein Stichwort des betreffenden Bandes verkörpern. Die Objekte wechseln oder sind in ihrer Anzahl begrenzt, so dass auf diese Weise jedes Buch gestalterisch ein Unikat darstellt.

## Geschichte
Bis sich die heutige Buchform entwickelte, wurden die Buchdeckel beim Buchbinden angesetzt, d. h. mit Bünden verpflockt. Jeder Bucheinband wurde von Hand am Buch gefertigt. Erst durch die Entwicklung des Deckenbandes wurde es möglich, die Buchdecke mit den Buchdeckeln separat zu fertigen. Dies ermöglichte Ende des 19. Jahrhunderts erstmals den Einsatz von Buchdeckenautomaten zur industriellen Fertigung von Büchern.